# Résine de sculpture
La résine de sculpture ou résine verte, est une pâte époxy à deux composants. Elle est bien malléable et durcit à l'air entre 1 h et 1 h 30.
Ce produit est le plus souvent vendu sous l'appellation commerciale Green stuff de la firme Games Workshop.
Une autre pâte époxy à deux composants, le Milliput (marque commerciale), existe sous différentes formes selon la taille du grain ou la couleur de base. Après mélange des deux composants, la pâte sèche à l'air et devient très dure. Elle peut être travaillée et peinte.
Ces résines et pâtes sont beaucoup utilisées par les sculpteurs de figurines ainsi qu'en modélisme.